# 白花铃子香
白花铃子香（学名：Chelonopsis albiflora）为唇形科铃子香属下的一个种。

## 扩展阅读
- 維基物種上的相關：白花铃子香